# Wilhelm Drewes
Wilhelm Drewes (26 de maio de 1907 - 14 de julho de 1982) foi um oficial alemão que serviu no Deutsches Heer durante a Segunda Guerra Mundial. Foi condecorado com a Cruz de Cavaleiro da Cruz de Ferro com Folhas de Carvalho.

## Condecorações
| Cruz de Ferro (1939) 2ª Classe                                   |                       |
| Cruz de Ferro (1939) 1ª Classe                                   |                       |
| Medalha da Frente Oriental                                       |                       |
| Distintivo da infantaria de assalto                              |                       |
| Distintivo de combate fechado em Bronze                          |                       |
| Cruz de Cavaleiro da Cruz de Ferro                               | 27 de outubro de 1943 |
| Cruz de Cavaleiro da Cruz de Ferro com Folhas de Carvalho nº 458 | 20 de abril de 1944   |